# Leichhardts Knochenzüngler
Leichhardts Knochenzüngler (Scleropages leichardti) ist ein Süßwasserfisch aus der Familie der Knochenzüngler (Osteoglossidae). Er wurde nach dem deutschen Entdecker Ludwig Leichhardt benannt und kommt im australischen Fitzroy River im mittleren Queensland vor und wurde vom Menschen in einige andere Flüsse in Queensland ausgesetzt. Zusammen mit Scleropages jardinii, dessen Verbreitungsgebiet sich nördlich anschließt, wird der Fisch auch als Gepunkteter Barramundi bezeichnet, was zu Verwechslungen mit dem ebenfalls als Barramundi bezeichneten Riesenbarsch Lates calcarifer führen kann. Ob es sich bei Leichhardts Knochenzüngler tatsächlich um eine von Scleropages jardinii verschiedene Art handelt ist nicht sicher und muss durch zukünftige Forschungen geklärt werden.

## Merkmale
Leichhardts Knochenzüngler kann einen Meter lang werden, bleibt für gewöhnlich aber bei einer Länge von knapp über einem halben Meter. Sein Körper ist langgestreckt und seitlich stark abgeflacht. Er ist olivgrün und zeigt viel silbrigen Glanz. Auf den großen Schuppen finden sich halbmondförmige rostfarbene oder orangerote Flecken. Die Iris ist gelb oder rot. In der Seitenlinienreihe (SL) stehen 35 oder 36 Schuppen, in einer Linie senkrecht zur Längsachse 3 bis 3,5 Schuppen auf jeder Körperseite.

## Lebensweise
Leichhardts Knochenzüngler lebt im Stillwasser und in langsam fließenden Abschnitten der Flüsse. Normalerweise hält er sich oberflächennah zwischen Wasserpflanzen oder in das Wasser reichenden Ästen auf. Er ist territorial und gegenüber Artgenossen und anderen großen Fischen aggressiv. Scleropages leichardti ernährt sich von Insekten, kleineren Fischen (vor allem Australischer Süßwasserhering (Nematalosa erebi)), Fröschen und Krebsen. Er pflanzt sich zu Beginn der Regenzeit fort, wenn die Wassertemperaturen relativ hoch sind. Die Fische sind Maulbrüter. Man nimmt an, dass sich beide Eltern an der Brutpflege beteiligen. Während der Brutphase nehmen die Fische keine Nahrung zu sich.

## Nutzung
Die Aborigines fingen den Gepunkteten Barramundi mit einem speziellen dreizackigen Haken. Von normalen Angelhaken reißen sich die Fische meistens los und mit dem Netz sind sie wegen ihres reich strukturierten Lebensraums nicht zu fangen. Der Geschmack ihres Fleisches wird mit dem Geschmack von Lachsfleisch verglichen.